# Erich Metzeltin
Erich Metzeltin (* 9. August 1871 in Berlin; † 18. April 1948 in Hannover) war ein deutscher Eisenbahn-Ingenieur.

## Leben
Erich Metzeltin besuchte das Friedrich-Wilhelms-Gymnasium in Berlin-Friedrichstadt und studierte ab 1890 Maschinenbau an der Technischen Hochschule Charlottenburg. 1894 legte er das erste Staatsexamen ab und wurde zum Regierungsbauführer (Referendar in der öffentlichen Bauverwaltung) ernannt. Anschließend bestand er die Lokomotivführer-Prüfung und arbeitete für die AEG in Berlin. Metzeltin entwarf elektrische Straßenbahnnetze und stellte Pferdebahnen auf elektrischen Betrieb um (in Heilbronn, Tiflis und Santiago de Chile). 1898 absolvierte er das zweite Staatsexamen zum Regierungsbaumeister (Assessor in der öffentlichen Bauverwaltung). In diesem Rang arbeitete er bei den Eisenbahndirektion Essen und der Eisenbahndirektion Saarbrücken sowie ab 1900 bei der Eisenbahndirektion Hannover, wo er als Abnahmebeamter unter anderem für die Hannoversche Maschinenbau-AG zuständig war. 1902 wurde er von diesem Unternehmen als Oberingenieur eingestellt, um einen schwierigen Großauftrag der East Indian Railway Company über 54 Lokomotiven abzuwickeln. Bis 1924 leitete Metzeltin den Lokomotivbau des Unternehmens. Von 1907 bis 1924 war er Vorstandsmitglied, danach bis 1932 Aufsichtsratsmitglied.

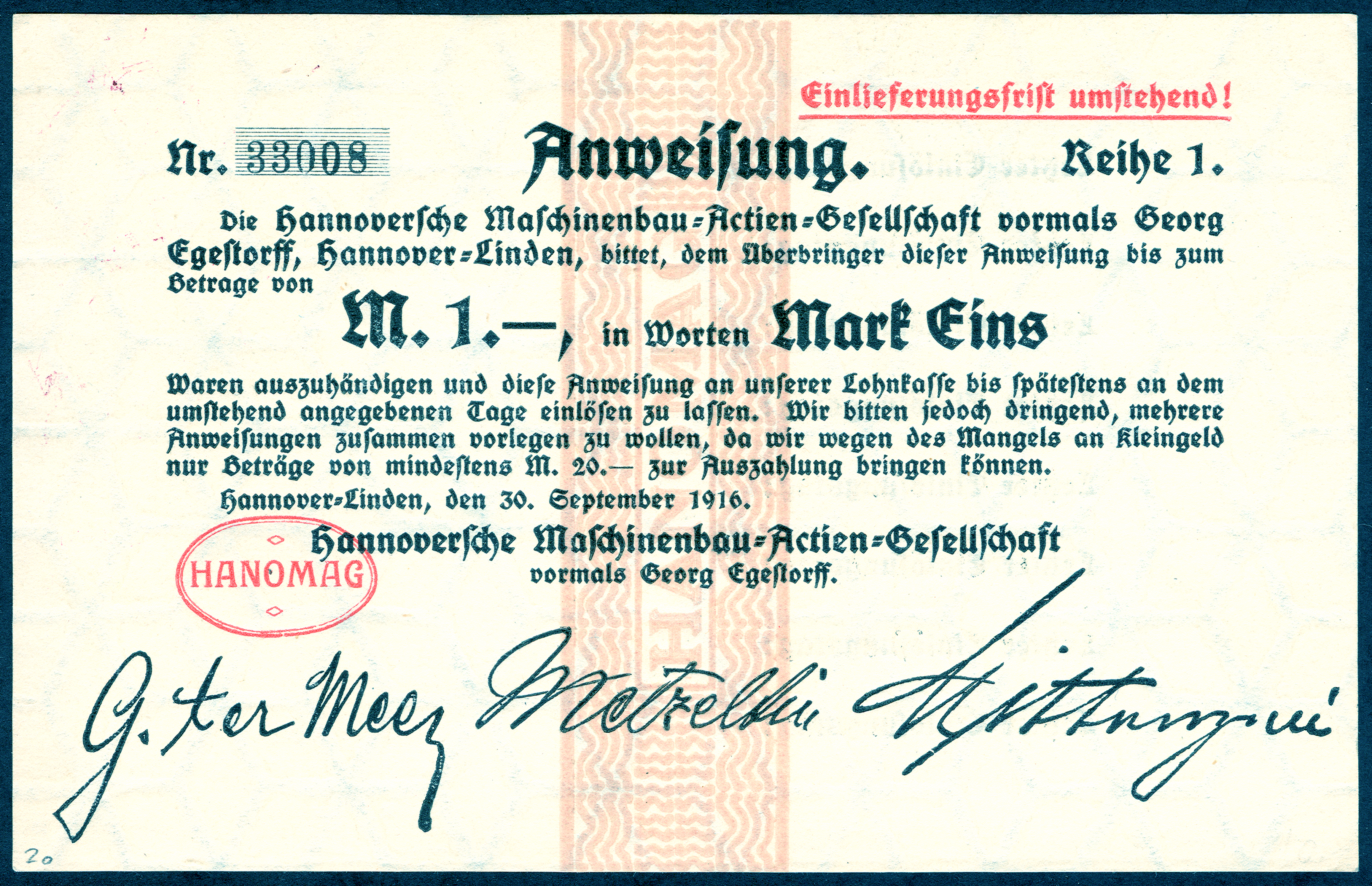
Notgeld von 1916 der Hanomag;
mittige Unterschrift Erich Metzeltin

Im Jahr 1904 hatte Erich Metzeltin eine Idee, die künftig den Namen des Unternehmens prägte. Die bisherige Telegrammadresse lautete Maschinenfabrik. Da diese Anschrift mehr als 10 Buchstaben enthielt, wurde sie als zwei Worte gezählt und kostete die doppelte Gebühr. Metzeltin führte deshalb das Akronym Hanomag ein.
Während des Ersten Weltkriegs übernahm Metzeltin für drei Jahre die Vorlesungen über Eisenbahnbau von Ludwig Troske an der Technischen Hochschule Hannover.
1918 initiierte Metzeltin den Allgemeinen Lokomotiv-Normen-Ausschuss, dessen Vorsitzender er bis zu seinem Tod blieb. 1924 berief ihn der Deutsche Normenausschuß in sein Präsidium. Erich Metzeltin verfasste umfangreiche Fachliteratur zur Technikgeschichte der Eisenbahn im 19. und frühen 20. Jahrhundert.
Sein Sohn Günter Hermann Metzeltin (1906–2004) war Antiquar und ebenfalls Autor von Eisenbahn-Fachbüchern. Der Romanist Michael Metzeltin und die Alpinistin Silvia Metzeltin sind seine Enkel. Die Bibliothek des Deutschen Technikmuseums Berlin erwarb 1982 die umfangreiche literarische Sammlung Günter Metzeltins zur Geschichte und Entwicklung des Eisenbahnwesens. Sie umfasste auch große Teile aus dem historischen Buchbestand seines Vaters Erich Metzeltin.

## Mitgliedschaft
1907 trat Erich Metzeltin der Deutschen Maschinentechnischen Gesellschaft (DMG) bei und wurde 1941 zu deren Ehrenmitglied ernannt. Er war Mitglied des Vereins Deutscher Ingenieure (VDI) und des Hannoverschen Bezirksvereins des VDI.